# Comunión Internacional Gracia
Comunión de Gracia Internacional (Grace Communion International,) es actualmente una denominación protestante con sede en Glendora, California, Estados Unidos.
Fue fundada en 1934 por Herbert W. Armstrong. Primero se concibió como una denominación religiosa difundida por medio de la radio a la que llamó "La Iglesia de Dios Radial (Radio Church of God)", y luego bajo en nombre Iglesia de Dios Universal (Worldwide Church of God).
La Iglesia de Dios Universal tuvo una influencia sobre la radiodifusión y la publicación religiosa del siglo XX en los Estados Unidos y Europa, especialmente en el campo de la interpretación de las profecías bíblicas de los últimos tiempos, distanciándose del cristianismo ortodoxo. A pocos años de la muerte de Armstrong en 1986, la administración sucesora de la iglesia modificó las doctrinas y enseñanzas de Armstrong para ser compatibles con la corrientes principales de las denominaciones protestantes del cristianismo evangélico, mientras que muchos de los miembros y ministros se separaron y formaron otras iglesias que se ajustaban a muchas, pero no a todas, las enseñanzas de Armstrong.
En 2009, la iglesia adoptó su nombre actual.
La Comunión de Gracia Internacional es miembro de la Asociación Nacional de Evangélicos, y en abril de 2009 tenía unos 42.000 miembros en 900 congregaciones en unos 90 países.

## Historia

### Comienzos
Herbert W. Armstrong, fue ordenado en 1931 por la Iglesia de Dios (Séptimo Día) con Sede en Salem [la rama minoritaria de la Iglesia de Dios (Séptimo Día) que fue cercana al Movimiento del Nombre Sagrado en Estados Unidos], como ministro comenzó en una congregación en Eugene, Oregon. El 7 de enero de 1934, con su programa radial La Iglesia de Dios Radial en la estación de radio local KORE en Eugene. 
Era esencialmente un programa de la iglesia condensada en el aire, con el canto de himnos ofrecido junto con el mensaje de Armstrong, fue el punto de partida para lo que sería la Iglesia de Dios Radial.

### Primera separación
En 1933, se produce una división en la Iglesia de Dios (Séptimo Día). Armstrong, se puso del lado de la denominación Iglesia de Dios (Séptimo Día) - Conferencia Salem Virginia Occidental, y se peleó con la congregación local sobre diversos temas doctrinales, especialmente su adhesión a la ideología del israelismo británico (posición teológica cercana a grupos supremacistas blancos).
Aunque sus ideas fueron rechazadas por la congregación local, ganó un seguimiento cada vez mayor de los suyos, principalmente a través de sus transmisiones radiales de El Mundo de Mañana (The World Tomorrow) y de la revista La Pura Verdad revista. Armstrong se trasladó a Pasadena, California. Para facilitar el trabajo de la denominación protestante que fundara, se incorporó el 3 de marzo de 1946, como la Iglesia de Dios Radio. En 1947, la denominación funda el Colegio Ambassador en Pasadena, y su campus sirvió como sede de la iglesia.
La emisión del programa El Mundo del Mañana se emitió en Europa en Radio Luxemburgo en Inglés el 7 de enero de 1953. En 1956, Armstrong publicó el folleto 1975 en la Profecía, que predijo una guerra nuclear inminente y la posterior esclavitud de la humanidad, lo que llevaría a la Segunda venida de Jesucristo. Explicó que el libro fue escrito para contrastar la condición espiritual del mundo de los inventos modernos que los científicos fueron prometedores para el año 1975.
En 1971 Armstrong criticó las enseñanzas que Cristo regresaría en 1975, y que la iglesia debía huir a un "lugar seguro" en el año 1972, ya que ningún hombre conocía el momento del regreso de Cristo (Mateo 24:36 y 25:13). Armstrong escribió que 1975 sería el año más bajo posible para el regreso de Cristo.
Debido a su fuerte énfasis en estas fechas proféticas, la iglesia creció rápidamente a finales de la década de 1960 y el 5 de enero de 1968, la denominación pasó a llamarse Iglesia de Dios Universal.

### Primeras Doctrinas
Armstrong, basado en las escrituras, enseñó una doctrina estricta del diezmo para los miembros de la iglesia que fundó: un primer diez por ciento del ingreso bruto de un miembro debía ser dado a la iglesia, y otro diez por ciento debía ser guardado para viajar a una de las fiestas anuales de la iglesia: la Fiesta de los Tabernáculos. 
Cada tres años los miembros debían separar un tercer diezmo para el cuidado de las "viudas y huérfanos" de la iglesia. 
Además, se observaban siete días santos durante todo el año (Festividades de la Pascua, Panes sin Levadura, Pentecostés, Trompetas, Expiación, Tabernáculos y Último Gran Día), en la que sepedía a los miembros a dar ofrendas. 
Cada mes, Herbert Armstrong solía enviar por correo una carta a los miembros y millones de no miembros en las que afirmaba que la iglesia que había fundado estaba al borde del colapso financiero. 
En realidad, la sede de la iglesia en Pasadena, California, estaba estimada en un valor de 300.000.000 de dólares. La mansión de Armstrong estaba en Orange Grove Boulevard, en la ruta del Rose Parade anual. La iglesia poseía varias de esas mansiones en esta zona, conocida como fila de los millonarios, y había construido otras instalaciones de gran tamaño en la propiedad de doce hectáreas, que condujo a la construcción de una sala de conciertos espectaculares apodado Auditorio Embajador.
Armstrong no reparó en gastos en la construcción de su auditorio. Las paredes externas eran de esmeralda onyx. Las paredes del vestíbulo exterior eran de un raro ónix color rosa, y candelabros caros, entre ellos dos que habían sido propiedad del Sah de Irán, colgados de los techos dorados. En la sala de conciertos, las paredes estaban decoradas con un palisandro tan delicado que los visitantes se les prohibió tomar fotografías con flash.

### Divisiones
La iglesia de Armstrong fue a la vez autoritario y totalitario en su tratamiento de los miembros. Para mantener la lealtad de los miembros, los ministros de Armstrong les adoctrinaban que habían sido "llamados" por Dios en la única verdadera iglesia cristiana en la Tierra y que todas las otras iglesias cristianas eran falsificaciones satánicas. Si algún miembro llegaba a cuestionar las doctrinas de la denominación, el miembro estaría en peligro de perder la salvación y ser arrojados al lago de fuego en el día del juicio. Además, a los ministros se los podía expulsar arbitrariamente al ser sospechosos de cualquier tipo de deslealtad. La expulsión fue anunciada abiertamente en los cultos del día sábado, pero las razones rara vez se daban. Aun así, la denominación creció a escala mundial.
Mientras Garner Ted Armstrong estaba siendo retirado, Stanley Rader estaba orquestando la participación de la iglesia en una serie de empresas que establecieron Rader y Herbert W. Armstrong. Los críticos vieron movimientos de Rader como un intento de hacerse con el control de la iglesia. [Cita requerida] Rader caracterizó su participación como la de un asesor y afirmó que su consejo fue abriendo puertas para Armstrong que una estricta función teológica no habría permitido. Herbert Armstrong afirmó que no estaba de acuerdo con el establecimiento de la AICF, que Rader estableció ostensiblemente para dar el mayor Armstrong un papel como el "Embajador para la Paz Mundial sin cartera".
En 1970, muchos grupos a dividirse la Iglesia de Dios fueron fundados. Fue Carl O'Beirn de Cleveland, Ohio, quien fundó y dirigió el grupo que probablemente haya sido el primero en salir, llamado Iglesia de Dios (O'Beirn). Otros siguieron ese año, incluyendo el fundado por John Kerley Top del Ministerio Line en 1978; la Iglesia de Restauración de Dios; la Iglesia de Dios (Boise City) de Boise City, Oklahoma; Sabatista de Marvin Faulhaber, un grupo también conocido como Iglesia de Dios (sabatista); y la Fuente de la Vida Fellowship fundado por James y Virginia Porter. Estas facciones sobrevivieron mucho más allá de la muerte de Herbert Armstrong en 1986, la mayor parte conservando el nombre de Iglesia de Dios porque Armstrong había señalado que este es el nombre con el que Dios llama a la verdadera iglesia en la Biblia.
Cuando el otoño de 1972 llegó y se cumplía la fecha indicada por Armstrong de que era el tiempo de huir a un lugar seguro, y este fin no se produjo, hubo otro éxodo de miembros. Sin embargo, los líderes de la iglesia fundada por Armstrong inventaron una excusa para desviar a los miembros de creer que la profecía había fallado. 
Se culpó a los propios miembros por no ser lo suficientemente fieles; luego proclamaron un nuevo evangelio —que Armstrong debía llevar el evangelio de Jesucristo a toda nación y reino en la Tierra, como encargado en el último capítulo de Mateo, antes de que Jesús regresara—. De ministro, Armstrong pasó a ser profeta.
Fue así como Armstrong se puso a llevar a cabo esta tarea con la ayuda de algunos colaboradores de relaciones públicas y del Rey Leopoldo de Bélgica. Armstrong hizo llegar a la reunión con muchos líderes del mundo a quienes les presentaría regalos caros. Se predicó que existían "dos caminos": uno, el camino del dar y el otro, el camino de conseguir. Él predicó este mensaje hasta su muerte.

### Fundación Cultural Internacional Embajador
Durante los años sesenta, Armstrong ha trató de poner en acción más fuertemente lo que más tarde calificaría de "la forma" o "el camino del dar de Dios".
Para Armstrong y sus estudiantes, esto significa que, tanto en la enseñanza como en el aprendizaje se debe dar "la forma del carácter, la generosidad, el enriquecimiento cultural, la verdadera educación: de embellecer el medio ambiente y el cuidado de los semejantes". 
Comenzó la realización de proyectos humanitarios en lugares de escasos recursos de todo el mundo, lo que provocó la creación de la Fundación Embajador dirigida por la Iglesia Internacional de la Cultura (AICF) en 1975. 
Los esfuerzos de la Fundación alcanzados en varios países, prestación personal y de fondos para luchar contra el analfabetismo, para crear escuelas para discapacitados, la creación de escuelas móviles, y para llevar a cabo varias excavaciones arqueológicas en los sitios bíblicos que consideró significativos. 
El auditorio de la iglesia fue sede de centenares de actuaciones de artistas conocidos como Luciano Pavarotti, Vladimir Horowitz, Bing Crosby, Marcel Marceau y Bob Hope. Sin embargo, la venta de entradas aún podrían no pagar por las apariciones de artistas de renombre mundial, por lo que Armstrong utilizó el dinero del diezmo de la iglesia para subvencionar estas actuaciones.

### El escándalo y el conflicto
En 1972, muchos miembros se sintieron decepcionados de que los eventos predichos por Herbert Armstrong no pasaran. La mayoría eran conscientes de que Herbert Armstrong ya había estado prediciendo el fin del mundo en la radio se remontan a la Segunda Guerra Mundial, cuando había proclamado en Hitler y Mussolini la Bestia y el Falso Profeta del Libro del Apocalipsis. 
Cuando terminó la guerra, Armstrong participó en una reunión en San Francisco en el que se hizo una propuesta para crear las Naciones Unidas. También había leído una cita de Winston Churchill que proponía la creación de unos Estados Unidos de Europa. Este fue un trampolín para una nueva serie de profecías en las que la Unión Europea se elevaría hasta convertirse en el poder de la bestia. 
Mientras que la Unión Europea era una idea en ciernes y las naciones de Europa estaban lejos de ser unidas, con estas ideas pudo predicar muchos años y, debido a que la literatura de la iglesia como "El Maravilloso Mundo de Mañana", "¡1975 en la Profecía!", y muchas otras habían intentado determinar la fecha del regreso de Cristo, los miembros seguían esperando con ansiedad la Segunda Venida de Cristo. 
Armstrong, inteligentemente, nunca predijo una fecha exacta en sus sermones, pero esto no impidió que sus pastores (como Gerald Waterhouse) a partir de la presentación, las cuentas detalladas paso a paso de la Segunda Venida en sus sermones, que incluían el propio Armstrong como uno de los dos testigos del libro de Apocalipsis.
Herbert Armstrong empezó a hablar abiertamente y a criticar a su hijo, Garner Ted Armstrong. El pastor expresó desaprobación de la práctica de Garner Ted de atribuir fechas específicas a las profecías de los últimos tiempos. Garner Ted también habló de ampliar enormemente el ministerio de medios de la iglesia sobre el modelo de la Iglesia de Cristo, Científico, con su muy leído "Christian Science Monitor". Herbert W. Armstrong estuvo en desacuerdo con esto.
En un informe del 15 de mayo de 1972 en la edición de la revista Time, se dice que Herbert Armstrong dijo que su hijo, Garner Ted, estaba "en los lazos de Satanás." Herbert Armstrong, ya anciano, no dio más detalles, pero se especuló que estaba aludiendo a supuestos problemas de Garner Ted con los juegos de azar y el adulterio con las universitarias del Instituto Ambassador, y a diferencias doctrinales graves. Garner Ted Armstrong pronto fue relevado de su papel de estrella dentro de la iglesia.
Garner, a quien se le había dado la responsabilidad de continuar con la radio y más tarde la versión televisiva de "El Mundo del Mañana", fue formalmente expulsado por su padre en 1972. Mientras que a los miembros de la iglesia se les dijo en su momento que la razón fue la oposición de Ted Armstrong a algunas de las enseñanzas de su padre, Ted Armstrong admitió más tarde que la razón real era por su relación con muchas mujeres. Armstrong, que reanudó las tareas de difusión del programa "El Mundo del Mañana", no se reconcilió con su hijo Ted hasta su muerte.
A medida que la iglesia estaba experimentando crisis internas, su cara externa o pública también se estaba desmoronando. Los seguidores de la Iglesia habían previsto la eliminación de la iglesia fiel a Petra, Jordania, a la espera de la Gran Tribulación.
A pesar de los escándalos de 1972, la iglesia siguió creciendo en la década de 1970, con Herbert Armstrong al timón. En 1975, Armstrong había bautizado a Stanley Rader, quien hasta entonces había sido un practicante del judaísmo a pesar de su asociación con la iglesia.
Tras la muerte de su esposa Loma, Armstrong se casó con Ramona Martín, una mujer de casi cincuenta años menos, en 1977 y se mudó a Tucson, Arizona, mientras se recuperaba de un ataque al corazón. Mientras Armstrong se recuperó en su casa en Arizona, administró y guiaba los asuntos de la iglesia a través de Stanley Rader y la administración de la iglesia. La iglesia continuó su sede en Pasadena.
Con Garner Ted Armstrong retomando su papel dentro de la iglesia, la rivalidad entre el joven Armstrong y Stanley Rader se intensificó. A medida que las acusaciones del pasado de Garner Ted resurgieron, Herbert W. Armstrong empezó a dar más responsabilidades a Stanley Rader. Esta acción fue exasperante a la menor: Armstrong, quien pensó en su derecho de nacimiento para asumir como el líder de la denominación. Los problemas de adulterio, que al parecer habían sido causa de la expulsión anterior de Garner Ted de la iglesia supuestamente no habían disminuido. 
En 1978, después de un fallido intento de hacerse con el control de la Iglesia desde el Armstrong Elder, Garner Ted Armstrong fue expulsado por última vez. Garner Ted se trasladó a Tyler, Texas, y allí fundó un grupo disidente, la Iglesia de Dios Internacional. 
Más tarde encabezó una coalición de seis exministros que trajeron las acusaciones de malversación de fondos adoptada contra Herbert W. Armstrong y Stanley Rader al procurador general de California. Argumentando que Herbert W. Armstrong y Stanley Rader se trasvasaban millones de dólares para sus indulgencias personales, la Fiscalía General de la Nación tomó el Campus de Pasadena. Esta acción se determinó después de haber sido ilegal. 
La hija de Herbert Armstrong, Dorothy Matson, contactó con su hermano Ted antes de su expulsión definitiva y le hizo una confesión sorprendente. Ella confesó que su padre le había molestado durante diez años de su infancia, hasta que finalmente fue capaz de salir de casa. Esto enfureció a Ted que se reunió con su padre para enfrentársele por los actos de incestuosa pedofilia. 
En un momento de rabia, gritó: "¡Yo podría destruirte con esta información!". Así fue como Armstrong, aprovechando estas palabras, describió que Ted estaba en los "lazos de Satanás", "Del mismo modo que Lucifer se rebeló contra Dios durante su rebelión, por lo que Ted me ha amenazado al levantarse y decir: 'Yo podría destruir padre.'" Así, Herbert Armstrong convenientemente había dejado fuera de su iglesia a su hijo porqué Ted podría haberlo destruido. 
Angustiado, Ted fue a contactarse con su compañero y ministro David Robinson, quien fue autor de un libro titulado "Tangled Web de Herbert Armstrong", que incluyó la historia de abuso sexual de Dorothy. Robinson se reunió con Armstrong en su casa de Tucson y le dijo que su libro incluyó la historia del incesto. 
Armstrong admitió a Robinson que la historia era verdad. Cuando la segunda esposa de Herbert Ramona lo descubrió de inmediato se divorció de él. El caso de incesto de Armstrong fue examinado en la corte, pero utilizó la quinta enmienda, negándose a declarar contra sí mismo.

### Crisis recientes
Garner Ted Armstrong culpó Stanley Rader por su dos veces expulsar de la iglesia de su padre. Garner Ted y otros miembros antiguos y descontentos de la Iglesia de Dios Universal llevaron al estado de California para investigar las acusaciones de malversación de Rader y Herbert W . Armstrong. En 1979, el procurador general de California George Deukmejian coloca el campus de la iglesia en Pasadena en la quiebra financiera de un año y medio. El estado de California pasó por los registros de la Iglesia. 
El asunto llamó la atención de Mike Wallace que investigó la iglesia en un informe de 60 Minutos. Wallace alegó que había habido gastos fastuosos secretos, conflictos de ofertas internas de interés, casas de lujo y estilo de vida en los rangos más altos, y la intensa participación de Stanley Rader en manipulación financiera. [Cita requerida] No hay cargos legales fueron presentados contra Herbert W. Armstrong , Stanley Rader, o la Iglesia de Dios Universal. Wallace invitó Rader para aparecer en 60 minutos el 15 de abril de 1979. Wallace mostró Rader una grabación secreta en la que Herbert Armstrong fue pretendido para haber alegado que Rader estaba tratando de hacerse cargo de la iglesia después de la muerte de Armstrong, el razonamiento de que el dinero del diezmo donado podría ser bastante "imán" para otros, evangelistas. Rader terminó abruptamente la entrevista. Esta cinta fue más tarde acusado de haber sido hecho por alguien más, y de forma ilegal grabado por uno de los 6 amargados exmiembros que habían ido al Estado de California, con las acusaciones. 
Mientras tanto, Herbert W. Armstrong cambió la Iglesia de Dios Universal Inc. corporaciones para "Único Empresarial" de estado, convirtiéndose en el único director y responsable de los asuntos de las corporaciones.
Al referirse a la investigación de la Procuraduría General de California, Rader escribió contra las puertas del infierno: la amenaza a la libertad religiosa en los Estados Unidos en 1980, en la que sostuvo que su pelea con el fiscal general era solo acerca de eludir las libertades religiosas del gobierno en lugar de sobre el abuso de la confianza pública o malversación fraudulenta de fondos del diezmo.
El Segundo Tribunal de Apelaciones de California revocó la decisión por razones de procedimiento y se agrega como dicta: "Somos de la opinión de que la acción subyacente [es decir, la administración judicial impuesto por el Estado] y su asistente medida cautelar de suspensión de pagos fueron desde el inicio constitucionalmente débiles y predestinado al fracaso ". 
Herbert W. Armstrong, Stanley Rader, y la Iglesia de Dios más tarde, recibieron la plena reivindicación. 
Stanley Rader dejó sus posiciones dentro de la iglesia en 1981. Sin dejar de ser un miembro, se fue la luz pública como un abogado, y se retiró.

### Muerte de Armstrong y cambios doctrinales
El 16 de enero de 1986, Herbert Armstrong murió en Pasadena, California. Poco antes de su muerte, el 7 de enero de 1986, Armstrong nombró como su sucesor a Joseph W. Tkach.
Ya en 1988, Joseph W. Tkach comenzó a hacer los primeros cambios doctrinales. Estas revisiones doctrinales se hicieron en silencio y lentamente en un inicio, para luego ser presentadas de manera abierta y radical en enero de 1995, como una nueva comprensión de Navidad y Pascua, y la ramera de Babilonia, israelismo británico, el sábado sábado, y otras doctrinas.
En general, Tkach dirigió la teología de la iglesia hacia la corriente principal de la fe cristiana evangélica. Esto causó mucha desilusión entre los miembros y otro aumento de grupos disidentes. Todos estos cambios, la Iglesia admite, han traído organizativo de "resultados catastróficos", aunque creen que es espiritual lo mejor que le ha pasado a ellos. Durante el mandato de Joseph Tkach, la membresía de la iglesia se redujo en aproximadamente 50 por ciento. Su hijo, Joseph Tkach Jr., le sucedió después de su muerte en 1995.
Eventualmente todos los escritos de Herbert Armstrong fueron retirados de la impresión por la Iglesia de Dios Universal. En la producción de video 2004 "Llamados a ser libres", Greg Albrecht, exdecano del Colegio Ambassador de WCG, declaró Herbert Armstrong para ser a la vez un falso profeta y un hereje.

### La ordenación de las mujeres
En 2007, la Iglesia de Dios decidió permitir a las mujeres para servir como pastores y ancianos. Se llegó a esta decisión después de varios años de estudio. Debby Bailey se convirtió en la primera anciana en la Iglesia de Dios Universal en 2007.

## Creencias y prácticas

### Enseñanzas actuales
Tras la muerte de Armstrong, el nuevo liderazgo de la iglesia se inició un proceso de revisión teológica. La iglesia ahora reclama para ser considerado dentro de la corriente evangélica como lo demuestra su aceptación en la Asociación Nacional de Evangélicos. Su resumen doctrinal destaca las principales creencias protestantes, como la Trinidad, la muerte y resurrección de Jesucristo, que la fe en él es la única manera de recibir la salvación, y que la Biblia es la palabra inspirada e infalible de Dios.

#### Enseñanzas históricas bajo Armstrong
Hasta la muerte de Armstrong, la Iglesia de Dios Universal adhiere a las enseñanzas de su fundador. La característica más notable era la versión de Armstrong del israelismo británico, que se basa en la lectura de la cuenta de Jacob bendiciendo a sus hijos (Génesis 49) como el tiempo del fin profecía. Armstrong vio en él una descripción de las características nacionales de los descendientes contemporáneos de Jacob, y dedujo que los Estados Unidos, la Commonwealth británica y varios países situados en el noroeste de Europa eran en realidad las tribus perdidas de Israel. Armstrong sostuvo que estos países tuvieron un papel central en los últimos tiempos que estaban a punto de comenzar. 
Armstrong rechazó la doctrina de la Trinidad, considerándolo como un concepto pagano absorbido en la corriente principal del cristianismo. Armstrong afirmó que Dios no era una Trinidad cerrado, sino que fue la construcción de una familia a través del Espíritu Santo, que Armstrong considera que es de gran alcance unificador de Dios esencia guiar y traer a la memoria lo que Cristo enseñó. Armstrong sostuvo que el Espíritu no es una personalidad distinta como el Padre y el Hijo. Armstrong enseñó también que los miembros de la iglesia en realidad convertirse en miembros de la familia de Dios a sí mismos después de la resurrección. Armstrong rechazó como no bíblicas los puntos de vista tradicionales cristianos del cielo, el infierno, el castigo eterno y la salvación. 
La iglesia observó estrictamente el Sabbath, festivales anuales que se describen en el vigésimo tercer capítulo de Levítico, y fuertemente defendido las carnes limpias de Levítico 11. Se alienta a los miembros a diezmar y seguir un código de vestimenta durante los servicios. Ellos fueron desalentados de casarse fuera de la iglesia. De hecho, todavía se observan estas prácticas en varias de las ramas restantes de la Iglesia hoy. 
Herbert W. Armstrong resumió sus enseñanzas en su libro "El Misterio de los Siglos", publicado poco antes de su muerte. Este libro fue la pieza central de una lucha titánica entre la Iglesia de Dios de Filadelfia, y el remanente de la Iglesia de Dios bajo Joseph Tkach Jr. La batalla llegó hasta la Corte Suprema de los Estados Unidos. En ese momento, sin embargo, los líderes de la IDU decidieron abandonar el caso y entregar, no solo "Misterio de los Siglos", sino también varias otras obras escritas originalmente por Armstrong. 
Bajo el liderazgo de Armstrong, la Iglesia de Dios fue acusada de ser un culto con enseñanzas heréticas poco ortodoxas y extrañas a la mayoría de denominaciones cristianas. Los críticos también afirmaron que la Iglesia de Dios Universal no proclamó la salvación por la gracia mediante la fe sola, sino que las obras eran necesarias como parte de la salvación. El fallecido Walter Martin, en su clásico "El Reino de los Cultos", dedicó 34 páginas al grupo, alegando que Armstrong tomó prestado libremente ensañanzas de Adventistas del Séptimo Día, Testigos de Jehová y doctrinas mormonas. 
Armstrong sostuvo que todas las doctrinas de la Iglesia que fundó se pueden probar sencilla y eficazmente a través de la Biblia, y que no era necesario "aceptar por la fe" sus doctrinas sino que cualquier miembro de su iglesia o del mundo podría comprobarlas.

## Estructura internacional
La Iglesia de Dios Universal tiene un sistema de gobierno jerárquico. Las políticas eclesiásticas son determinadas por el Consejo Asesor de Ancianos. Los miembros del Consejo Consultivo son nombrados por el presidente. El presidente, que también ostenta el título de Pastor General, es el director ejecutivo y oficial eclesiástico de la denominación. Un Equipo Asesor Doctrinal podrá informar al Consejo Asesor de las declaraciones de la Iglesia oficial doctrinales, la epistemología, o la apologética. El Presidente podrá embolsarse veto posiciones doctrinales que determine que son heréticas. Sin embargo, el presidente es también un miembro del Equipo Asesor Doctrinal, y así que él conoce y participa en las actividades de ese comité. [23] Históricamente, los presidentes, como presidentes del consejo de administración, ha nombrado a su propio sucesor. Esto y la facultad del Presidente de nombrar y destituir a los miembros del Consejo Asesor se han mantenido las áreas de preocupación incluso entre los que aplauden los cambios doctrinales de la iglesia.
La Iglesia cuenta con oficinas nacionales y oficinas satélite en varios países. Pastor General, Joseph Tkach, Jr. viajaba periódicamente a nivel mundial en las campañas de apariencia personal a las congregaciones en diversas áreas intercontinentales, como Gran Bretaña, África y las Filipinas. Sin embargo, los ingresos de la membresía y el diezmo se originan principalmente de la región oriental de Estados Unidos.
Regional y local
En los Estados Unidos, el contacto con la denominación asambleas locales o pequeñas reuniones locales con Iglesia de grupo, es decir, las iglesias celulares, se ve facilitada por los superintendentes de distrito, cada uno de los cuales es responsable de un gran número de iglesias en una región geográfica (como Florida o la Nordeste) o en un grupo de lenguaje especializado (como congregaciones de habla española).
Las iglesias locales están dirigidas por un pastor principal, el equipo de liderazgo pastoral (con una persona designada como líder pastoral de la congregación), cada uno de los cuales está supervisado por un líder pastoral distrito. Algunos pastores principales son responsables de una sola iglesia local, pero muchos son responsables de trabajar en dos o más iglesias. Compensación salarial para el pastor de la iglesia local pagado, en su caso, se determina por la iglesia local.
La mayoría de los grupos locales de la iglesia conservan la tradicional política de larga data de la reunión en instalaciones arrendadas o alquiladas para reuniones o servicios. La tendencia desde 2000, sin embargo, ha sido la adopción de una iglesia local que mezcla en el medio local con sede conservando las funciones de supervisión administrativa. A partir de 2005, la iglesia estableció un nuevo sistema informático de los controles financieros y los saldos de presupuestos de la iglesia a nivel local. Además, GCI ahora exige un Consejo Consultivo local, que incluye una serie de líderes del ministerio de voluntarios (algunos de los cuales también son llamados diáconos), y de los ancianos a menudo adicionales o pastores asistentes.

## Diezmos y finanzas
La Iglesia primitiva de Dios Universal utiliza un sistema de tres diezmos, en las que se espera que los miembros de dar un diezmo o diez por ciento "de su incremento," por lo general interpretado como ingresos de la familia.
- El primer diezmo, el 10 por ciento del ingreso total de un miembro, fue enviado a la sede de la iglesia para financiar "la obra", que era todas las operaciones de la iglesia, así como la difusión y publicación de mensaje de la iglesia.

- El segundo diezmo fue salvada por los miembros individuales para financiar el miembro (y su familia) la observancia de los días santos anuales, en especial el de 8 días de duración, Fiesta de los Tabernáculos. A diferencia del primer diezmo, estos fondos no fueron enviados a la iglesia, pero retenidos por el miembro.

- Un tercer diezmo era requerido en el tercer y sexto año de un ciclo personal de siete años el diezmo, y también fue enviado a la sede. El tercer diezmo se utiliza para apoyar a los indigentes, viudas y huérfanos - distribución se decidió en privado a discreción del ministerio.

A diferencia de los servicios religiosos muchas otras iglesias, la práctica de la Iglesia de Dios Universal era no pasar alrededor ofreciendo placas durante los servicios religiosos semanales, sino que solo durante los servicios religiosos de los días santos días (siete fiestas cada año). Estos fondos fueron considerados como "ofrendas voluntarias" y considerado como totalmente independiente de los diezmos regulares. La iglesia también se reunieron los fondos en forma de donaciones de los "compañeros de trabajo", los que leen literatura gratis de la iglesia o visto el programa de televisión semanal, pero en realidad no asisten a los servicios.
Según Joseph W. Tkach, se abolió el carácter obligatorio del sistema de tres diezmos de la iglesia, y se sugirió que los diezmos se pudo calcular en términos netos, no brutos, los ingresos. Su ingreso se ha desplomado. Sus líderes venden gran parte de la propiedad, incluyendo los lugares de espectáculo usados por hermanos de la iglesia y cámpines construidas para los adolescentes. Cerraron los campus universitarios que Herbert Armstrong levantó para el trabajo y para los jóvenes, y se vende el avión que utilizó para visitar a los hermanos y líderes mundiales. 
Se suspendieron todos los libros, folletos y revistas publicados por Armstrong. Posteriormente, los ingresos de la iglesia declinaron precipitadamente (membresía también se redujo en el mismo tiempo). Hoy en día la sede GCI ha reducido por la supervivencia financiera. Frente a una posible quiebra, [cita requerida] la iglesia liquidado sus propiedades de alto mantenimiento de bienes raíces, tales como el Colegio Ambassador, y otra inventario subastables que pagar por los gastos de la sede actual. [Cita requerida]
Para economizar aún más, la iglesia vendió sus propiedades en Pasadena y compró un edificio de oficinas en Glendora, California. Anteriormente, la pertenencia a la reunión de la iglesia en salones alquilados los sábados como los edificios de las escuelas públicas, salones de baile, hoteles y otros lugares-se ha enviado todas las donaciones de diezmos directamente a la sede. Bajo el nuevo régimen de información financiera, las iglesias locales están autorizados a utilizar algunos fondos para fines locales, tales como la construcción de edificios de la iglesia local para uso de las congregaciones. A partir de 2007, el 85 por ciento o más de todas las donaciones de la congregación permanecer en el área local, con un 15 por ciento va a la sede de la iglesia en Glendora para la capacitación ministerial y apoyo, los servicios jurídicos y la administración de la denominación.

## Desprendimientos
Desde la década de 1970 hasta la década de 1990 varias de las Iglesias sabatistas de Dios que se adhirieron a algunas de las enseñanzas de Armstrong separados de WCG. Debido a los importantes cambios doctrinales que se produjeron en la WCG en toda la década de 1990, el mayor porcentaje de los ministros y los miembros de la izquierda WCG durante esta década. Esto dio lugar a la formación de muchas denominaciones. 
Existe una superposición significativa en sus enseñanzas con las de Herbert W. Armstrong. La mayoría afirma que enseñar "todas" las verdades restauradas a través de Herbert W. Armstrong, sobre todo la Iglesia de Dios de Filadelfia (1989). Ésta adquirió los derechos de autor de varios de los libros y folletos de Herbert W. Armstrong y sistemáticamente cambiado tanto la redacción, el contenido y significado de lo que escribió Armstrong. Sostienen que Armstrong tenía razón y que ellos están predicando y enseñando las mismas enseñanzas y que son, de hecho, una continuación de la WCG madre.
Las más grandes denominaciones de desprendidas de ella son: 
- Iglesia de Dios Internacional (Org. 1978)
- Iglesia de Dios de Filadelfia (Org. 1989)
- Iglesia de Dios Twentieth Century (Org. 1990)
- Iglesia de Dios era de Filadelfia (Org. 1991)
- Iglesia del Gran Dios (1992)
- Iglesia Mundial de Dios (1992)
- Iglesia de Dios Fellowship (1992)
- Iglesia de Dios Unida, Una Asociación Internacional (1995)
- Iglesia de Dios Viviente (1998)
- Iglesia de Dios Restaurada (1998)
- Iglesia de Dios, una comunidad internacional (1998)
- Iglesia de Dios del Pacífico (2009)
- Iglesia de Dios, una Asociación Mundial (2010)

La mayoría de estas congregaciones enseñan que ellos son la continuación de la WCG. Muchas también han reescrito los libros y folletos de Armstrong. Algunas los han modificado para adaptarlos a las doctrinas particulares de la propia denominación separada.